# Lehrer kann jeder!

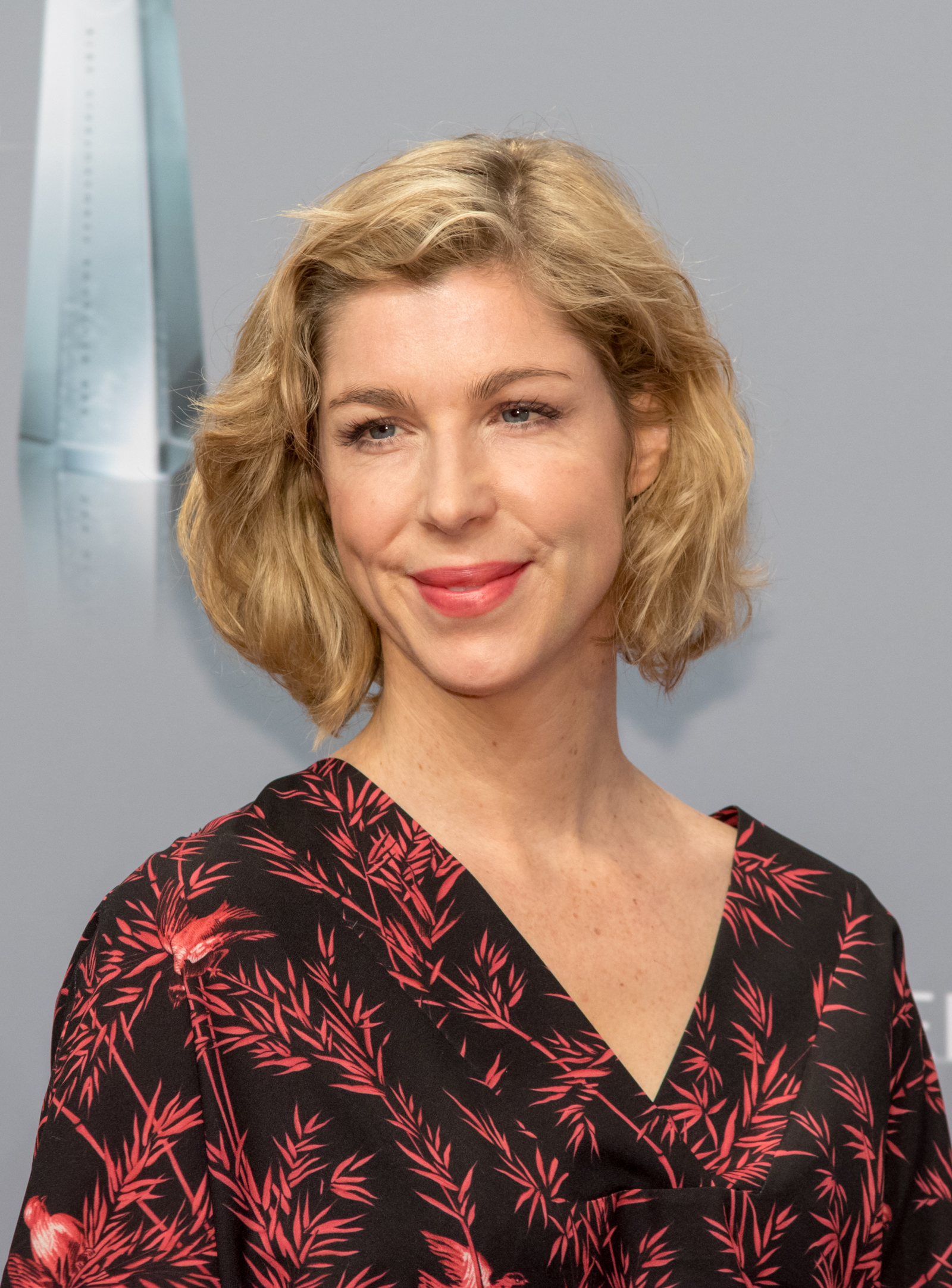
Brigitte Zeh spielt Richards Frau Anke

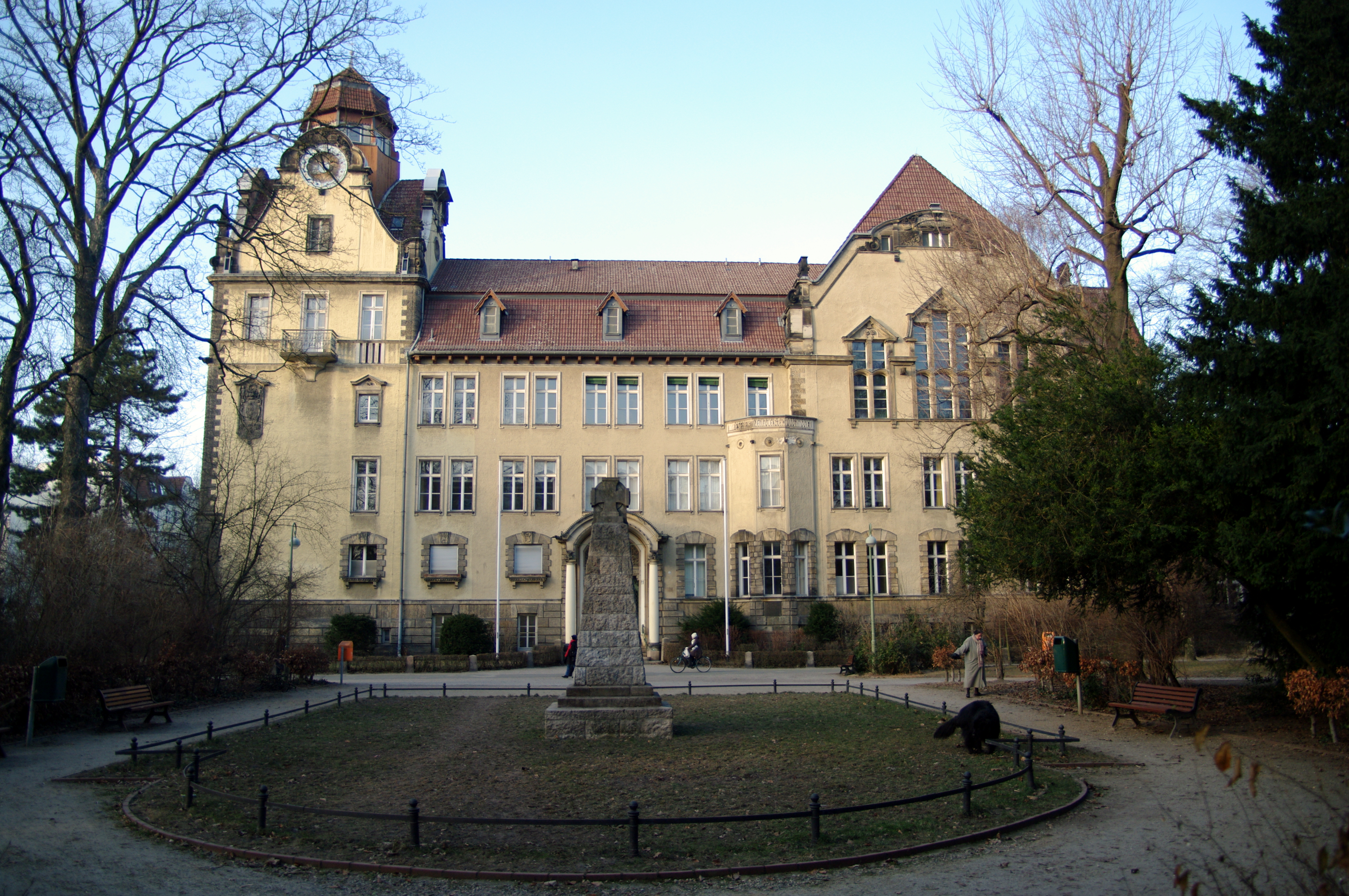
Als Quereinsteiger verschlägt es Richard an die Schule seiner Frau (Drehort: Friedrich-Bergius-Schule)

Lehrer kann jeder! ist ein deutscher Fernsehfilm von Ingo Rasper aus dem Jahr 2022. In der Hauptrolle spielt Christoph Maria Herbst einen arbeitslosen Mathematiker, der als Quereinsteiger in den Schuldienst eintritt, auch mit dem Wunsch, seine Frau zurückzugewinnen. Der Film wurde am 8. September 2022 erstmals im Fernsehprogramm des ZDF ausgestrahlt.

## Handlung
Der promovierte Mathematiker Richard lebt in Trennung von seiner Frau Anke und hat seinen Beruf bei einer Versicherung verloren, seitdem lebt er in den Tag hinein. Bei einem Elterngespräch an der Schule seiner Tochter, an der auch Anke als Lehrerin arbeitet, erfährt er von dem dortigen gravierenden Lehrermangel. Das bringt ihn auf die Idee, sich als Quereinsteiger zu bewerben, und er wird sofort eingestellt. Er erhofft sich dadurch insgeheim auch, Anke wieder zurückzugewinnen. Diese ist von der unerwarteten Überraschung nicht gerade angetan, auch Tochter Isa tut sich schwer damit, dass nun auch noch ihr Vater an ihrer Schule arbeitet.
Das neue Lehrerdasein hat wenig mit Richards gewohnten, grundlagenwissenschaftlich-orientierten Arbeitsabläufen gemein. Nicht alle im Kollegium heißen ihn willkommen, die Schüler fordern Richard sehr mit ihrem Verhalten und Supervisor Pizek lässt ihn vor allem Gartenarbeiten verrichten. Richard gewinnt im Unterricht zunehmend das Vertrauen seiner Schüler, in Filiz erkennt er eine mathematisch äußerst begabte Schülerin, die er zu fördern versucht. Doch Filiz lehnt seine Unterstützung ab und verrät ihm stattdessen, dass Anke etwas mit Sportlehrer Christoph Geiger angefangen hat. Gerade jetzt, da er sich wieder besser mit Anke und Isa verstand. Richard spielt mit dem Gedanken aufzuhören, doch er kehrt wieder in die Klasse zurück und setzt den Unterricht fort.
Beim Tag der offenen Tür an der Schule spricht Richard mit Anke und sagt ihr, das Wichtigste sei doch, der Tochter gute Eltern zu sein. Die beiden umarmen sich, was Geiger eifersüchtig macht. Er bewirft Richard mit einem Basketball und es kommt zu einem Kampf vor den Augen des Landesschulamtbeauftragten Dr. Bach – als Konsequenz wird der Quereinsteiger entlassen. Richard geht zu seinem Supervisor, von dem er eine gute Empfehlung erhält. Als er ihn verlassen möchte, steht das versammelte Kollegium vor der Tür, das hier jedes Jahr mit Pizek feiert. Richard erfährt, dass Kollegium und Schüler einen kurzen Film über den Kampf gedreht und diesen als Schulungsmaterial zur Gewaltprävention darstellt haben, was Dr. Bach beeindruckt habe. Richard habe nichts zu befürchten, er könne sich bei jeder Schule wieder als Lehrer bewerben.
Wenig später steht Richard wieder im Lehrerzimmer der Schule. Er hat sich erneut hier beworben und kehrt in seine alte Klasse zurück, wo er sich um seine Schüler kümmert. Tochter Isa freut sich, ihren Vater wieder an der Schule zu haben, Anke scheint sich mit einer Beziehung zu Geiger nicht mehr ganz sicher zu sein. In der letzten Szene lächeln sich Richard und Anke vor der Schule an.

## Produktion
Der Film wurde vom 10. März 2022 bis zum 8. April 2022 in Berlin gedreht. Einige Aufnahmen fanden in Potsdam statt. Die Schule, an der die Handlung größtenteils spielt, ist die Friedrich-Bergius-Schule im Berliner Ortsteil Friedenau.

## Soundtrack
Für den Soundtrack wurden unter anderem folgender Song verwendet:
- Richard Sanderson (Reality)

## Rezeption

### Kritiken
Bei tittelbach.tv gab Kritiker Tilmann P. Gangloff dem Film insgesamt 4 von 6 Sternen und bezeichnete den Film als „sehenswerte Gute-Laune-Komödie“. Der große Pluspunkt des Films sei das ausnahmslos gute Ensemble, das dafür Sorge trage, dass sich die von ihnen gespielten Rollen „von den Stereotypen emanzipieren“. Er lobte die jugendlichen Mitwirkenden und hob Virginia Leithäuser hervor, die in ihrer ersten Rolle ihrem Filmvater Richard „formidabel“ Vorhaltungen mache. „Unangefochtener Star ist dennoch Christoph Maria Herbst, der die ständigen Missgeschicke der Hauptfigur in bester Clown-Tradition verkörpert.“
Oliver Armknecht war hier hingegen weniger positiv und gab dem Film in seiner Kritik auf film-rezensionen.de insgesamt 5 von 10 Punkten. In Anlehnung zum Titel des Films resümiert der Kritiker „Drehbuch kann nicht jeder“. Er habe zwar Lob für ein paar Szenen mit Christoph Maria Herbst, dies würde aber nicht die schwachen Witze und den dünnen Inhalt ausgleichen. Auch den Unterhaltungsaspekt erfülle der Film nicht, vieles sei einfallslos und nicht wirklich witzig. Aus den Rollen der anderen Lehrer hätte man durchaus etwas machen können, dies sei allerdings nicht erfolgt. Insgesamt nicht mehr „als die übliche durchschnittliche TV-Chose“.
Das Lexikon des internationalen Films schrieb, der Film sei eine „Komödie um das tagesaktuelle Thema Lehrermangel und Quereinsteiger“.

### Einschaltquoten
Die Erstausstrahlung des Films am 8. September 2022 im ZDF sahen insgesamt 3,79 Millionen Zuschauer. Dies bedeutete einen Marktanteil von 14,2 %.